# Redfield (Arkansas)
Redfield – miasto w Stanach Zjednoczonych, w stanie Arkansas, w hrabstwie Jefferson.